# FK Baník Ratíškovice
Maillots
Le Fotbalový Klub Baník Ratíškovice, plus couramment abrégé en Baník Ratíškovice, est un club tchèque de football fondé en 1930 et basé dans le village de Ratíškovice en Moravie-du-Sud.
Il évolue en 2022 en division régionale.

## Histoire

### Historique des noms du club
- 1930-1945 – DSK Ratíškovice
- 1945-1948 – Ratíškovický SK
- 1948–1953 – Sokol Ratíškovice
- 1953–1993 – TJ Baník Ratíškovice
- 1993–1996 – SK Kontakt Moravia Ratíškovice
- 1996–2002 – SK Baník Ratíškovice
- 2002-présent – FK Baník Ratíškovice

### Histoire du club

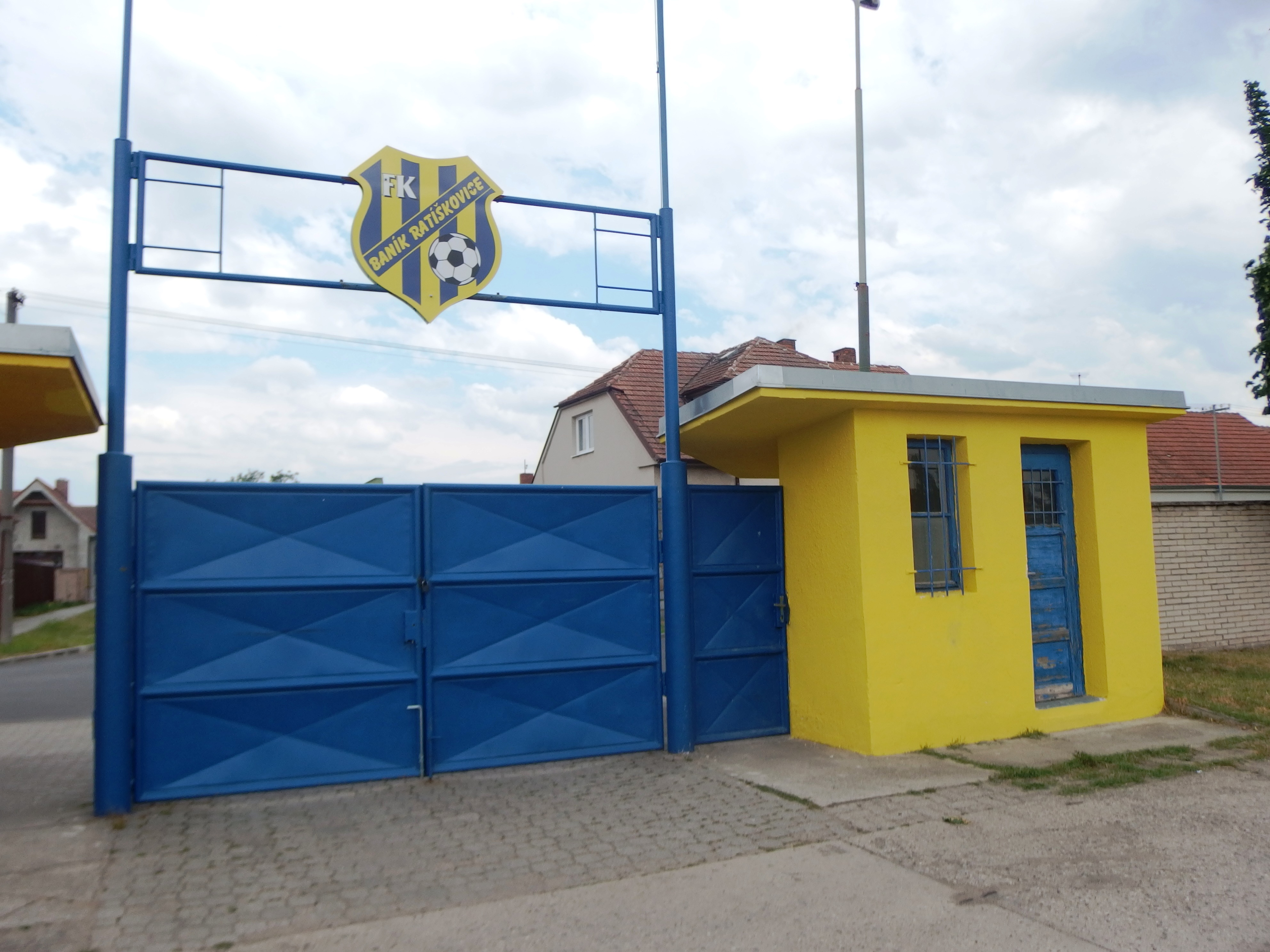
Entrée du stade du club

Le club fondé en 1930 évolue en deuxième division tchécoslovaque lors des saisons 1959-1960 et 1962-1963 ; et en deuxième division tchèque de 1999 à 2002. La plus grande réussite du club est une finale en Coupe de République tchèque en 2000. Après la relégation en 2002, le club connaît des difficultés financières ainsi que d'autres relégations dans les divisions inférieures.

## Palmarès
| Compétitions nationales |
| --- |
| - Coupe de République tchèque : - Finaliste : 1999-00. - Ligue de football de Moravie-Silésie (D3) (1) : - Champion : 1998-99. |